# National Bank of Tuvalu
Die Nationalbank von Tuvalu (englisch National Bank of Tuvalu, NBT) ist die Zentralbank des pazifischen Inselstaates Tuvalu. Der Hauptsitz der Bank befindet sich im Dorf Vaiaku auf der Insel Fongafale im Atoll Funafuti.
Die Bank wurde auf Grundlage des National Bank of Tuvalu Act 1980 gegründet. Sie betreibt – eingeschränkt – die Währungs- und Geldpolitik für das Land, ist die einzige Geschäftsbank von Tuvalu und Herausgeber des Tuvalu-Dollars. Die Ausgabe der eigenen Währung wurde 1994 eingestellt.
Die NBT ist Teil des Finanz- und Wirtschaftsentwicklungsministerium Tuvalus.